# Chrysanthrax juncturus
Chrysanthrax juncturus är en tvåvingeart som först beskrevs av Daniel William Coquillett 1887.  Chrysanthrax juncturus ingår i släktet Chrysanthrax och familjen svävflugor. Inga underarter finns listade i Catalogue of Life.